# Straßenbahnstrecke Essen–Oberhausen
| Straßenbahnlinie 105 an der Endstelle Unterstraße in Essen-Frintrop. |                     |                                                                                 |                                                                                 |
| Streckenlänge: | 21 km               |                                                                                 |                                                                                 |
| Spurweite: | 1000 mm (Meterspur) |                                                                                 |                                                                                 |
| Stromsystem: | 750 V =             |                                                                                 |                                                                                 |
| |                     |                                                                                 |                                                                                 |
| \| \| \| ehem./geplante Strecke von Oberhausen 105 \| \| \| \| Stadtgrenze Oberhausen/Essen \| \| \| \| Frintrop Unterstraße (Endstelle 105) \| \| \| \| ehem. Straßenbahn nach Dellwig Wertstraße 103 \| \| \| \| Im Neerfeld \| \| \| \| Wendeschleife Frintroper Höhe \| \| \| \| Frintroper Höhe \| \| \| \| Am Kreyenkrop \| \| \| \| Franziskus-Haus \| \| \| \| Straßenbahn von Mülheim an der Ruhr 104 \| \| \| \| Abzweig Aktienstraße \| \| \| \| (Kehrgleis in Mittellage; Endstelle 104) \| \| \| \| Heißener Straße \| \| \| \| Straßenbahn von Borbeck-Mitte, Gerschede, Dellwig Wertstraße 103 \| \| \| \| Fliegenbusch \| \| \| \| S-Bahn-Strecke Essen ↔ Bottrop \| \| \| \| Essen-Borbeck Süd S9 \| \| \| \| Bockmühle \| \| \| \| Röntgenstraße \| \| \| \| Helenenstraße Holsterhausen, Rüttenscheid ↔ Bergeborbeck, Borbeck-Mitte 101/106 \| \| \| \| Straßenbahn von Borbeck-Mitte 101/106 \| \| \| \| Kronenberg \| \| \| \| Straßenbahn von Frohnhausen 109 \| \| \| \| ThyssenKrupp \| \| \| \| Rampe Altendorfer Straße \| \| \| \| Berliner Platz U11, U17, U18 \| \| \| \| Rheinischer Platz \| \| \| \| Straßenbahn von Gelsenkirchen (Kulturlinie) 107, Altenessen 108 \| \| \| \| Rathaus Essen \| \| \| \| Straßenbahn nach Essen-Steele Bf 103 109 \| \| \| \| Hauptstrecke Mülheim ↔ Bochum \| \| \| \| Essen Hbf \| \| \| \| Straßenbahn nach Bredeney (Kulturlinie) 107 108 \| \| \| \| Rampe Gutenbergstraße \| \| \| \| Aalto-Theater \| \| \| \| Kronprinzenstraße \| \| \| \| Moltkestraße \| \| \| \| Straßenbahn nach Rüttenscheid, Holsterhausen, Helenenstr 106/101 \| \| \| \| Essen Südbahnhof S6 \| \| \| \| S-Bahn-Strecke Düsseldorf ↔ Essen \| \| \| \| Töpferstraße \| \| \| \| Zeche Ludwig \| \| \| \| Oststraße \| \| \| \| Schnabelstraße \| \| \| \| Rellinghausen Rathaus \| \| \| \| Rellinghausen, Finefraustraße \| \| \| \| Wendeschleife Finefraustraße, Endstelle 105 \| |                     |                                                                                 |                                                                                 |
| U-Bahn-Strecke (außer Betrieb) |                     | ehem./geplante Strecke von Oberhausen 105                                       | ehem./geplante Strecke von Oberhausen 105                                       |
| U-Bahn-Grenze (Strecke außer Betrieb) |                     | Stadtgrenze Oberhausen/Essen                                                    | Stadtgrenze Oberhausen/Essen                                                    |
| U-Bahn-Kopfbahnhof Strecke bis hier außer Betrieb |                     | Frintrop Unterstraße (Endstelle 105)                                            | Frintrop Unterstraße (Endstelle 105)                                            |
| U-Bahn-Abzweig geradeaus und ehemals nach links |                     | ehem. Straßenbahn nach Dellwig Wertstraße 103                                   | ehem. Straßenbahn nach Dellwig Wertstraße 103                                   |
| U-Bahn-Haltepunkt / Haltestelle |                     | Im Neerfeld                                                                     | Im Neerfeld                                                                     |
| |                     | Wendeschleife Frintroper Höhe                                                   |                                                                                 |
| U-Bahn-Bahnhof |                     | Frintroper Höhe                                                                 | Frintroper Höhe                                                                 |
| U-Bahn-Haltepunkt / Haltestelle |                     | Am Kreyenkrop                                                                   | Am Kreyenkrop                                                                   |
| U-Bahn-Haltepunkt / Haltestelle |                     | Franziskus-Haus                                                                 | Franziskus-Haus                                                                 |
| U-Bahn-Abzweig geradeaus und von rechts |                     | Straßenbahn von Mülheim an der Ruhr 104                                         | Straßenbahn von Mülheim an der Ruhr 104                                         |
| U-Bahn-Bahnhof |                     | Abzweig Aktienstraße                                                            | Abzweig Aktienstraße                                                            |
| |                     | (Kehrgleis in Mittellage; Endstelle 104)                                        |                                                                                 |
| U-Bahn-Haltepunkt / Haltestelle |                     | Heißener Straße                                                                 | Heißener Straße                                                                 |
| U-Bahn-Abzweig geradeaus und von links |                     | Straßenbahn von Borbeck-Mitte, Gerschede, Dellwig Wertstraße 103                | Straßenbahn von Borbeck-Mitte, Gerschede, Dellwig Wertstraße 103                |
| U-Bahn-Bahnhof |                     | Fliegenbusch                                                                    | Fliegenbusch                                                                    |
| S-Bahnhof quer · U-Bahn-Kreuzung mit Eisenbahn geradeaus unten · Strecke quer |                     | S-Bahn-Strecke Essen ↔ Bottrop                                                  | S-Bahn-Strecke Essen ↔ Bottrop                                                  |
| U-Bahn-Bahnhof |                     | Essen-Borbeck Süd S9                                                            | Essen-Borbeck Süd S9                                                            |
| U-Bahn-Haltepunkt / Haltestelle |                     | Bockmühle                                                                       | Bockmühle                                                                       |
| U-Bahn-Haltepunkt / Haltestelle |                     | Röntgenstraße                                                                   | Röntgenstraße                                                                   |
| U-Bahn-Strecke quer · U-Bahn-Turmbahnhof · U-Bahn-Abzweig quer, von links und von rechts |                     | Helenenstraße Holsterhausen, Rüttenscheid ↔ Bergeborbeck, Borbeck-Mitte 101/106 | Helenenstraße Holsterhausen, Rüttenscheid ↔ Bergeborbeck, Borbeck-Mitte 101/106 |
| U-Bahn-Abzweig geradeaus, nach links und von links · U-Bahn-Strecke nach rechts |                     | Straßenbahn von Borbeck-Mitte 101/106                                           | Straßenbahn von Borbeck-Mitte 101/106                                           |
| U-Bahn-Haltepunkt / Haltestelle |                     | Kronenberg                                                                      | Kronenberg                                                                      |
| U-Bahn-Abzweig geradeaus und von rechts |                     | Straßenbahn von Frohnhausen 109                                                 | Straßenbahn von Frohnhausen 109                                                 |
| U-Bahn-Haltepunkt / Haltestelle |                     | ThyssenKrupp                                                                    | ThyssenKrupp                                                                    |
| U-Bahn-Tunnelanfang |                     | Rampe Altendorfer Straße                                                        | Rampe Altendorfer Straße                                                        |
| U-Bahn-Turmbahnhof mit Tunnelstrecke (im Tunnel) |                     | Berliner Platz U11, U17, U18                                                    | Berliner Platz U11, U17, U18                                                    |
| U-Bahn-Haltepunkt / Haltestelle (im Tunnel) |                     | Rheinischer Platz                                                               | Rheinischer Platz                                                               |
| U-Bahn-Abzweig geradeaus und von links (im Tunnel) |                     | Straßenbahn von Gelsenkirchen (Kulturlinie) 107, Altenessen 108                 | Straßenbahn von Gelsenkirchen (Kulturlinie) 107, Altenessen 108                 |
| U-Bahn-Bahnhof (im Tunnel) |                     | Rathaus Essen                                                                   | Rathaus Essen                                                                   |
| U-Bahn-Abzweig geradeaus und nach links (im Tunnel) |                     | Straßenbahn nach Essen-Steele Bf 103 109                                        | Straßenbahn nach Essen-Steele Bf 103 109                                        |
| Bahnhof mit S-Bahn-Halt quer · U-Bahn-Kreuzung (im Tunnel) · Strecke quer |                     | Hauptstrecke Mülheim ↔ Bochum                                                   | Hauptstrecke Mülheim ↔ Bochum                                                   |
| U-Bahn-Bahnhof (im Tunnel) |                     | Essen Hbf                                                                       | Essen Hbf                                                                       |
| U-Bahn-Abzweig geradeaus und nach rechts (im Tunnel) |                     | Straßenbahn nach Bredeney (Kulturlinie) 107 108                                 | Straßenbahn nach Bredeney (Kulturlinie) 107 108                                 |
| U-Bahn-Tunnelende |                     | Rampe Gutenbergstraße                                                           | Rampe Gutenbergstraße                                                           |
| U-Bahn-Bahnhof |                     | Aalto-Theater                                                                   | Aalto-Theater                                                                   |
| U-Bahn-Haltepunkt / Haltestelle |                     | Kronprinzenstraße                                                               | Kronprinzenstraße                                                               |
| U-Bahn-Haltepunkt / Haltestelle |                     | Moltkestraße                                                                    | Moltkestraße                                                                    |
| U-Bahn-Abzweig geradeaus und nach rechts |                     | Straßenbahn nach Rüttenscheid, Holsterhausen, Helenenstr 106/101                | Straßenbahn nach Rüttenscheid, Holsterhausen, Helenenstr 106/101                |
| U-Bahn-Bahnhof |                     | Essen Südbahnhof S6                                                             | Essen Südbahnhof S6                                                             |
| S-Bahnhof quer · U-Bahn-Kreuzung mit Eisenbahn geradeaus unten · Strecke quer |                     | S-Bahn-Strecke Düsseldorf ↔ Essen                                               | S-Bahn-Strecke Düsseldorf ↔ Essen                                               |
| U-Bahn-Haltepunkt / Haltestelle |                     | Töpferstraße                                                                    | Töpferstraße                                                                    |
| U-Bahn-Haltepunkt / Haltestelle |                     | Zeche Ludwig                                                                    | Zeche Ludwig                                                                    |
| U-Bahn-Haltepunkt / Haltestelle |                     | Oststraße                                                                       | Oststraße                                                                       |
| U-Bahn-Haltepunkt / Haltestelle |                     | Schnabelstraße                                                                  | Schnabelstraße                                                                  |
| U-Bahn-Haltepunkt / Haltestelle |                     | Rellinghausen Rathaus                                                           | Rellinghausen Rathaus                                                           |
| U-Bahn-Haltepunkt / Haltestelle |                     | Rellinghausen, Finefraustraße                                                   | Rellinghausen, Finefraustraße                                                   |
| |                     | Wendeschleife Finefraustraße, Endstelle 105                                     |                                                                                 |

Die Straßenbahnstrecke Essen–Oberhausen ist eine ehemalige Straßenbahnstrecke im Ruhrgebiet, die Essen und Oberhausen verband. Sie wurde von der Linie 5 der alten Oberhausener und Essener Straßenbahn genutzt. Seit der Stilllegung der Straßenbahn Oberhausen im Jahr 1974 endet der Essener Abschnitt dieser Strecke an der Stadtgrenze Essen/Oberhausen in Unter-Frintrop. Sie wurde mit Gründung des Verkehrsverbundes Rhein-Ruhr (VRR) zur Linie 105 und trägt heute den Beinamen Naturlinie 105.
Ein Projekt behandelt die Wiedereinrichtung einer Strecke zwischen den beiden Städten.

## Geschichte (frühere Linie 5)
Der Straßenbahnbetrieb auf der ersten Gemeinschaftslinie zwischen Oberhausen und Essen, der Linie 5, begann am 8. Dezember 1924. Dafür musste eine neue Verbindungsstrecke zwischen den Hochöfen und der Essener Straße entlang der B 231 errichtet werden. Diese Straßenbahnlinie war von Beginn an elektrifiziert.

1965 beschloss die Stadt Oberhausen, ihr gesamtes Straßenbahnnetz stillzulegen und durch Omnibuslinien zu ersetzen. Folglich wurde im Jahr 1967 der Streckenabschnitt der Linie 5 innerhalb Oberhausens stillgelegt. Seitdem endet die Linie von Essen kommend in Frintrop an der Unterstraße, sie verkehrt nur noch innerhalb Essens nach Rellinghausen, betrieben von der EVAG. Nach Gründung des Verkehrsverbundes Rhein-Ruhr (VRR) und der damit verbundenen Umnummerierung der Linien wurde zum Fahrplanwechsel 1980 aus der Linie 5 die Linie 105, da die Linien im Bereich Essen/Mülheim (Fahrplanbereich 1) eine um 100 erhöhte Bezifferung erhielten.

## Naturlinie 105
Anlässlich der Bewerbung Essens zur grünen Hauptstadt Europas 2016 erhielt die Straßenbahnlinie 105 den Beinamen Naturlinie 105, weil sie entlang ihrer 21 Kilometer langen Strecke durch Essen viele naturnahe Ziele verbindet, beginnend von den grünen Winkeln der Frintroper Höhe über den Schlosspark Borbeck, den Krupp-Park bis hin zum Ruhrufer in Rellinghausen. Damit ist sie nach der Kulturlinie 107 die zweite Straßenbahnlinie in Essen, die einen Beinamen trägt.

## Reaktivierung des Oberhausener Abschnitts
1996 wurde die Straßenbahn in Oberhausen im Zuge des Neubaus der Neuen Mitte wieder eingeführt; dazu wurde die aus Mülheim kommende Straßenbahnlinie 112 über die Stadtgrenze auf der ÖPNV-Trasse verlängert. Die ÖPNV-Trasse und die Neue Mitte Oberhausen befinden sich knapp 2 km Luftlinie nordwestlich der Endhaltestelle Unterstraße. Die Stadt Oberhausen plante seit der Eröffnung der Neuen Mitte auch eine Verlängerung der Linie 105 in ihr Stadtgebiet. Die Straßenbahnlinie 105 würde dann auf der B 231 bis zur Kreuzung Mellinghofer Straße gebaut werden, dann über eine komplett unabhängige Trasse das ehemalige Oberhausener Stahlwerksgelände und mit ihm den Standort Oberhausen der Fraunhofer UMSICHT sowie das CentrO erschließen und am Gasometer Oberhausen auf die bestehende ÖPNV-Trasse in Richtung Oberhausen Hauptbahnhof und Oberhausen-Sterkrade Bahnhof stoßen.
Auf Essener Stadtgebiet führt die Linie 105 schnurgerade über die B 231 über Essen-Frintrop, -Bedingrade, -Schönebeck und -Altendorf ins Essener Stadtzentrum und südwestlich weiter über das Südviertel und Bergerhausen nach Rellinghausen. Sie bildet so eine 21 km lange Achse durch Essen.
Da die ÖPNV-Trasse Oberhausen das Rückgrat des Oberhausener Nahverkehrsnetzes darstellt und die 105 gleichzeitig eine 21 km lange Achse durch Essen zieht, ist es eine Bereicherung für die Verkehrsbeziehungen zwischen Essen und Oberhausen, wenn man die Lücke zwischen Stadtgrenze und ÖPNV-Trasse schließt. Die einzige Möglichkeit heute mit dem ÖPNV von Oberhausen nach Essen zu fahren, besteht durch die S-Bahn-Linie S3. Die Fahrzeit vom Hauptbahnhof Oberhausen zum Hauptbahnhof Essen beträgt 17 Minuten und ist damit 24 Minuten geringer als die Fahrzeit mit der 105. Die S3 kann jedoch nur vom Hauptbahnhof Oberhausen genutzt werden, so dass man zu diesem erst mal hinkommen muss, und macht via Bahnstrecke Duisburg–Essen einen Umweg über Mülheim, so dass die S3 und die 105 größtenteils mehrere Kilometer voneinander entfernt liegen und die Stadtteile entlang der B 231 mit der S-Bahn nicht erreicht werden können. Außerdem führt auch in Essen die S-Bahn-Strecke über einen Kilometer südlich zur B 231 abseitig zu ihren oben genannten Zielen. Die 105 besitzt in Essen mehr Buszubringerlinien gegenüber der S3 – dasselbe gilt auch in Oberhausen auf die ÖPNV-Trasse bezogen –, so dass sich für mehr Fahrgäste bessere Verbindungen zwischen den Städten ergeben, da direkt in die 105 ein- oder umgestiegen werden kann und sie direkt oder maximal mit einem bis zwei Umstiegen das Ziel in der Nachbarstadt erreicht.
Laut einer Umfrage von Radio Essen 2015 wünschten sich 59 % der Teilnehmenden eine Verlängerung der Linie 105 nach Oberhausen.

### Trassierung
| Straßenbahnlinie 105 an der Endstelle Unterstraße in Essen-Frintrop |                     |                                                            |                                                            |
| Streckenlänge: | 3,5 km              |                                                            |                                                            |
| Spurweite: | 1000 mm (Meterspur) |                                                            |                                                            |
| Stromsystem: | 750 V =             |                                                            |                                                            |
| |                     |                                                            |                                                            |
| \| \| 3,5 \| Gasometer ↔ 112 ÖPNV-Trasse Oberhausen, geplant ← 105 → \| Gasometer ↔ 112 ÖPNV-Trasse Oberhausen, geplant ← 105 → \| \| \| 3,0 \| Centro[8] \| Centro[8] \| \| \| 2,5 \| Osterfelder Straße \| Osterfelder Straße \| \| \| 2,2 \| NEWAG-Siedlung \| NEWAG-Siedlung \| \| \| 1,7 \| Stahlwerk Süd \| Stahlwerk Süd \| \| \| 1,2 \| Oberhausen-Stahlwerksgelände (geplant) \| Oberhausen-Stahlwerksgelände (geplant) \| \| \| \| Oberhausen West sowie Oberhausen Hbf nach Essen-Altenessen \| \| \| \| 1,1 \| ab hier Rasengleis in Seitenlage der B 231 \| ab hier Rasengleis in Seitenlage der B 231 \| \| \| 0,8 \| Mellinghofer Straße \| Mellinghofer Straße \| \| \| 0,4 \| Hausmannsfeld \| Hausmannsfeld \| \| \| 0,3 \| beidseitiges Kehrgleis \| beidseitiges Kehrgleis \| \| \| 0,2 \| Stadtgrenze Oberhausen/Essen \| Stadtgrenze Oberhausen/Essen \| \| \| 0,0 \| Essen-Unterstraße \| Essen-Unterstraße \| \| \| \| Straßenbahn nach Essen 105 \| \| |                     |                                                            |                                                            |
| ehemaliger U-Bahn-Haltepunkt / Haltestelle quer · U-Bahn-Abzweig quer, ehemals von links und ehemals von rechts | 3,5                 | Gasometer ↔ 112 ÖPNV-Trasse Oberhausen, geplant ← 105 →    | Gasometer ↔ 112 ÖPNV-Trasse Oberhausen, geplant ← 105 →    |
| U-Bahn-Haltepunkt / Haltestelle (Strecke außer Betrieb) | 3,0                 | Centro                                                     | Centro                                                     |
| U-Bahn-Haltepunkt / Haltestelle (Strecke außer Betrieb) | 2,5                 | Osterfelder Straße                                         | Osterfelder Straße                                         |
| U-Bahn-Haltepunkt / Haltestelle (Strecke außer Betrieb) | 2,2                 | NEWAG-Siedlung                                             | NEWAG-Siedlung                                             |
| U-Bahn-Strecke von links (außer Betrieb) · U-Bahn-Bahnhof rechts (Strecke außer Betrieb) | 1,7                 | Stahlwerk Süd                                              | Stahlwerk Süd                                              |
| U-Bahn-Kreuzung mit Eisenbahn Anfang Hochstrecke (Strecke geradeaus außer Betrieb) · ehemaliger Bahnhof quer | 1,2                 | Oberhausen-Stahlwerksgelände (geplant)                     | Oberhausen-Stahlwerksgelände (geplant)                     |
| U-Bahn-Kreuzung mit Eisenbahn Ende Hochstrecke (Strecke geradeaus außer Betrieb) · ehemaliger Bahnhof quer |                     | Oberhausen West sowie Oberhausen Hbf nach Essen-Altenessen | Oberhausen West sowie Oberhausen Hbf nach Essen-Altenessen |
| U-Bahn-Strecke (außer Betrieb) | 1,1                 | ab hier Rasengleis in Seitenlage der B 231                 | ab hier Rasengleis in Seitenlage der B 231                 |
| U-Bahn-Haltepunkt / Haltestelle (Strecke außer Betrieb) | 0,8                 | Mellinghofer Straße                                        | Mellinghofer Straße                                        |
| U-Bahn-Haltepunkt / Haltestelle (Strecke außer Betrieb) | 0,4                 | Hausmannsfeld                                              | Hausmannsfeld                                              |
| | 0,3                 | beidseitiges Kehrgleis                                     | beidseitiges Kehrgleis                                     |
| U-Bahn-Grenze (Strecke außer Betrieb) | 0,2                 | Stadtgrenze Oberhausen/Essen                               | Stadtgrenze Oberhausen/Essen                               |
| U-Bahn-Haltepunkt / Haltestelle Strecke bis hier außer Betrieb | 0,0                 | Essen-Unterstraße                                          | Essen-Unterstraße                                          |
| U-Bahn-Strecke |                     | Straßenbahn nach Essen 105                                 | Straßenbahn nach Essen 105                                 |

In früheren Plänen war vorgesehen, nicht in die Oberhausener ÖPNV-Trasse einzumünden, sondern die neue Strecke der Linie 105 vier Kilometer weiter über Duisburger, Concordia-, Friedrich-Karl- und Poststraße zum Oberhausener Hauptbahnhof und weiter zur Wörthstraße zu führen, um damit auch das Alt-Oberhausener Stadtzentrum besser mit der Straßenbahn zu erschließen.
Im Jahr 2001 wurde im Zusammenhang mit dem Projekt „Zukunftspark O.Vision“ eine Verlängerung der Linie 105 auf das ehemalige Stahlwerksgelände an der Osterfelder Straße angekündigt und wenig später planfestgestellt. In diesem Zusammenhang sollte die stillgelegte Produktionshalle eines Elektrostahlwerks in eine „atemberaubende ÖPNV-Station“ verwandelt werden. Diese Pläne konnten jedoch nicht verwirklicht werden, da das Projekt O.Vision durch das Land Nordrhein-Westfalen nicht mehr unterstützt wurde und daher nicht realisiert werden konnte. Nach den Plänen von 2014 sollte die Linie 105 bis etwa Mellinghofer Straße auf der B 231 weitergeführt werden und über eine neu zu errichtende ÖPNV-Trasse in Hochlage an der UMSICHT über das ehemalige Stahlwerksgelände und am Metronom Theater, der Marina und dem Sea-Life-Aquarium durch die östliche Neue Mitte in die vorhandene ÖPNV-Trasse von Sterkrade nach Oberhausen Hauptbahnhof eingefädelt werden. Dabei sollte die Osterfelder Straße als stark befahrene Hauptzubringerstraße von der Neuen Mitte und der B 231 zur A 42 höhenfrei überquert werden. Insgesamt sollte diese Neubaustrecke 80 Millionen Euro kosten (Stand Anfang 2015), die aber zum größten Teil aus Landeszuschüssen gezahlt worden wären.
Die zuletzt geplante Verlängerung der Straßenbahnlinie wurde als wichtiges Investitionsprojekt für das westliche Ruhrgebiet dargestellt. Es wurde ein Aktionsbündnis „Sag ja zur Linie 105“ gegründet, welches die allein stimmberechtigten Bürger der Stadt Oberhausen überzeugen sollte, für den Lückenschluss zu votieren.

### Politische Komplikationen
Die von der Stadt favorisierte Streckenführung über das Stahlwerksgelände ist aufgrund der vielen Ingenieurbauwerke mit hohen Kosten verbunden. Alle Oberhausener Parteien, mit Ausnahme der CDU, favorisierten dennoch diese Planung. Die CDU Oberhausen hielt die städtische Trassenvariante für zu teuer, zumal bereits ein Bus (Linie 185) die ÖPNV-Trasse mit der Stadtgrenze Essen/Oberhausen verbindet. Sie sprach sich zwar nicht gegen einen Lückenschluss aus, jedoch gegen die von der Stadt favorisierte Streckenführung und schlug eine andere Trasse vor, die kurz nach Überqueren der Köln-Mindener Bahnstrecke straßenbündig mit engen Radien und einer höhengleichen Querung der Osterfelder Straße zur Haltestelle Neue Mitte geführt werden sollte, wo sie sich eingleisig in die Trasse einfädeln sollte. Die Osterfelder Straße ist die Hauptverbindung zwischen Neuer Mitte und A 42. Die CDU-Trasse hätte zwar 30 Millionen Euro gespart, konnte sich jedoch aufgrund ihrer zahlreichen Mängel, insbesondere der staufördernden Verkehrsmängel durch Eingleisigkeit bei Einfädelung in ÖPNV-Trasse und höhengleicher Querung der Osterfelder Straße nicht durchsetzen. Dieser Auffassung waren auch die Vorstände der STOAG, sowie SPD, FDP, Grünen und ProBahn.

### Ratsbürgerentscheid
Aufgrund politischer Uneinheit und bevorstehender Oberbürgermeisterwahlen entschied die Stadt Oberhausen am 15. Dezember 2014, dass die Oberhausener Bürger in einem Ratsbürgerentscheid am 8. März 2015 über die Verlängerung abstimmen sollen. Am 19. Januar 2015 wurden in einem Stadtgespräch die Vor- und Nachteile erläutert.
Mit einem Ergebnis von 43 % Ja gegen 57 % Nein wurde diese Verlängerung abgelehnt. Die Straßenbahnlinie 105 endet somit weiterhin in Essen-Frintrop.

### Neuer Anlauf
Das Ergebnis des Ratsbürgerentscheides verbot der Stadt Oberhausen ein Weiterverfolgen des Projektes bis 2017. Eine Wiederaufnahme der Planungen für eine Verlängerung der Linie 105 von Frintrop nach Oberhausen in den Bedarfsplan des Landes Nordrhein-Westfalen, der von 2017 bis 2030 gilt, erfolgte bereits Ende November 2015 durch die Städte Essen und Oberhausen. Damit besteht seit 2017 die Möglichkeit, die Straßenbahnverbindung zwischen Essen und Oberhausen bis 2030 zu realisieren. Außerdem wurde die Verlängerung der Linie 105 im Nahverkehrsplan 2017 fortgeschrieben.
Anfang 2024 stimmte der Stadtrat Oberhausen der Erweiterung grundsätzlich zu. Grundlage zur detaillierten Planung ist ein Trassenvorschlag aus dem Mai 2022. Dieser hat einen ähnlichen Verlauf wie die 2014er „Hochlage“-Variante, verschwenkt allerdings nach der Überquerung der Bahnstrecke Duisburg–Dortmund nach Osten, um die neuen Wohngebiete am Brammenring und die NEWAG-Siedlung zu erschließen. Außerdem wird die Strecke vollständig ebenerdig und besitzt eine zusätzliche Haltestelle. Planung, Genehmigung und Förderungsanträge sollen bis 2027 abgeschlossen sein, die Inbetriebnahme ist für 2030 vorgesehen. Nachdem bis Juni 2025 letzte strittige Details geklärt wurden, soll der geplante Eröffnungstermin gehalten werden.